# Little Savan
Little Savan ist eine kleine unbewohnte Insel der Grenadinen. Sie gehört zum Inselstaat St. Vincent und die Grenadinen und liegt etwa fünf Kilometer südwestlich der Insel Mustique und etwa 200 Meter südwestlich der Nachbarinsel Savan Island.